# Pierre Gilhodes
 (novembre 2017).
Si vous disposez d'ouvrages ou d'articles de référence ou si vous connaissez des sites web de qualité traitant du thème abordé ici, merci de compléter l'article en donnant les références utiles à sa vérifiabilité et en les liant à la section « Notes et références ».
Pierre Gilhodes, né le 29 mars 1876 à Cruéjouls, dans l'Aveyron, devient en 1922, à 46 ans, le premier secrétaire général de la Fédération CGTU des Employés et membre de la Commission exécutive de la CGTU.

## Biographie
Pierre Gilhodes fait ses études à Millau, puis à Villefranche-de-Rouergue, dans l'Aveyron. Puis, incorporé en 1896, il participe à la campagne de Chine, qui lui permet d'être décoré de la Médaille coloniale. En 1902, il vient travailler à Paris, où il est, d'abord, employé au journal La Causerie Financière.En vain, il postule à un emploi de commis à la Trésorerie d'Algérie. En 1906, il devient secrétaire général de la Chambre syndicale des comptables CGT.
Comptable de la Maison des Syndicats, il loge boulevard de la Villette dans une vieille maison acquise par la Maison des Syndicats, avenue Mathurin Moreau.
Le 1er mai 1911, son épouse et lui sont arrêtés. La 9e Chambre correctionnelle de Paris les condamne pour outrage à l'armée. Gilhodes est alors adhérent et syndic de la Chambre syndicale des Employés de la région de Paris et membre du conseil d'administration de la Chambre syndicale des comptables et teneurs de livres de la Seine. En outre, il est adhérent à la 2e section de la Fédération de la Seine du Parti socialiste SFIO. Dans la période qui précède la guerre, il est comptable à l'Union des Robinettiers, rue Michel-Bizot, et tient la comptabilité du journal La Bataille Syndicaliste. À partir de 1914, il exerce ces mêmes fonctions à l'Union des syndicats de la Seine, rue de la Grange-aux-Belles.
Gilhodes va se rallier à la minorité révolutionnaire, qui met en cause la ligne de la CGT. Il défend cette position à la commission exécutive de l'Union des syndicats de la Seine. La Fédération nationale des employés l'exclut, en raison, selon un rapport de police, de son "rôle actif au Comité central des Comités syndicalistes révolutionnaires". En fait, la direction de la CGT l'accuse d'avoir détourné des fonds destinés aux enfants autrichiens, au Peuple et à l'immeuble de la CGT pour sa tendance. En 1922, au congrès de Saint-Etienne, qui donne naissance à la CGTU, Gilhodes est élu à la Commission exécutive de la nouvelle confédération. De 1922 à 1924, il est également chargé du secrétariat de la Fédération CGTU des Employés, puis de la trésorerie de 1924 à 1927. En 1925, au IIIe congrès de la CGTU, à Paris, il n'est pas réélu à la Commission exécutive. L'année suivante, intervenant au IIe Congrès de l'Union des syndicats CGTU de la Région parisienne, il indique qu'il est hostile aux Unions régionales telles que les propose la CGTU.
En 1930, il demeure secrétaire de la Chambre syndicale des Comptables CGTU.